# 千須和侑里子
千須和 侑里子（ちすわ ゆりこ、1994年5月19日 - ）は、北海道文化放送（UHB）のアナウンサー。

## 来歴
愛知県で生まれ、埼玉県で過ごしたのち、小学校入学時に宮城県仙台市へ移る。宮城県仙台第二高等学校卒業後、慶應義塾大学法学部政治学科へ進学、2015年度のミス慶應候補のファイナリストに選出される。
大学卒業後、2017年同局にアナウンサーとして入社。同期は田辺桃菜。

## 人物
身長157cm。血液型A型。
母親がピアノ講師、姉がラウンジピアニストという音楽一家の出身。幼少期からピアノとヴァイオリンの演奏に明け暮れ、高校時代には学校の軽音楽部でギター演奏をしていた。2017年9月22日にフジテレビ系列で放送の『芸能界特技王決定戦 TEPPEN』に系列局の新人アナウンサーとして出場した際、渡辺美里の「My Revolution」をピアノ演奏した。

## 担当番組
- みんテレ（2020年4月6日 - ） - メインキャスター ※ 2019年4月1日から2020年3月27日までフィールドキャスター
- UHBニュース（2017年6月 - ） - 不定期出演
- NUDEな音楽（2018年1月22日 - ） - リポーター
- 映女と音女とユリコ（2018年4月5日 - ）
- #○○女子（2018年12月8日 - 2019年6月29日）
- PICU小児集中治療室（2022年10月11日）- アナウンサー役